# I due nemici
I due nemici (The Best of Enemies) è un film del 1961 diretto da Guy Hamilton  (e in parte anche da Alessandro Blasetti)
Il film è ambientato nel secondo conflitto mondiale, durante la Campagna dell'Africa Orientale, nel 1941.

## Trama
(Un celebre dialogo dal film)
Le truppe italiane sono in difficoltà, braccate dall'imponente armata britannica, meglio organizzata e determinata. Il maggiore inglese Richardson è incaricato di trovare un forte italiano, dove si trova uno sparuto reparto comandato dal maggiore Fornari con l'assistenza del capitano Vittorio Blasi e del tenente medico Bernasconi.
Il reparto italiano riceve l'ordine di lasciare il forte, giudicato indifendibile, e di raggiungere un'altra fortezza dove raggrupparsi con altri reparti.  Durante la marcia giunge un aereo inglese da ricognizione con il maggiore Richardson e il pilota Burke che però si schianta a terra e i due ufficiali inglesi vengono catturati dai soldati italiani. Immediatamente cominciano battibecchi e scambi di battute fra il capitano Blasi e il flemmatico ufficiale inglese Richardson.
Durante una sosta notturna, un distaccamento inglese sorprende gli italiani e ne segue un violento scontro in cui il maggiore Fornari muore investito da un'autoblindo. Tocca quindi al capitano Blasi prendere il comando del reparto, sempre braccato dagli inglesi. Il capitano Blasi, conscio della grande inferiorità numerica e di materiali degli italiani e confidando nelle sue abilità persuasive, decide di lasciar fuggire Richardson e Burke per far sapere agli inglesi la situazione delle truppe italiane cosicché gli inglesi capiscano che è inutile continuare a inseguirli. Richardson e il pilota Burke perciò scappano, dopo aver rubato i due muli di Blasi, con grande sdegno di questi.
Richardson rientra quindi felicemente nelle linee britanniche; informa i suoi superiori che Blasi e i suoi soldati sono diretti al forte Eguadaba per raggrupparsi con altri reparti italiani, ma i comandi inglesi non intendono consentirlo e Richardson deve perciò raggiungere il forte e distruggerlo. Il capitano Blasi arriva nel frattempo all'interno del forte Eguadaba, dove non trova però nessuno; subito dopo giungono le autoblinde di Richardson, il quale chiede la resa.
Convinto dall'ufficiale medico Bernasconi, Blasi si avvia a parlamentare con gli inglesi, ma scopre così di trovarsi di fronte ancora Richardson, cui non ha perdonato il furto dei muli. Dopo un vivace scambio di accuse e battute, il furioso Blasi pretende l'onore delle armi e quando Richardson e il suo collega Rootes glielo negano seccamente, Blasi rifiuta di arrendersi. Richardson concede allora a Blasi un'ora di tempo per arrendersi. Allo scadere dell'ultimatum, i soldati indigeni al seguito di Blasi escono dal forte e Richardson, sollevato, manda un subalterno a prendere in consegna Blasi e i suoi uomini. Questi però ritorna informando Richardson e Rootes che gli italiani, profittando dell'attesa, sono fuggiti dalla porta posteriore.
Gli inglesi, dopo aver subìto lo smacco, si mettono all'inseguimento degli italiani. I due schieramenti si ritrovano alla fine nella boscaglia abissina, ma ogni contrasto è accantonato perché alcuni indigeni, scacciati da Blasi, hanno appiccato il fuoco alla foresta e inglesi e italiani devono perciò trovare scampo su un'isoletta in un lago. Qui, il tenente medico Bernasconi, vista la disperata situazione dei soldati italiani ormai privi di tutto, convince Blasi ad arrendersi.
Dopo essersi messi in viaggio per il ritorno, gli inglesi e gli italiani (adesso prigionieri di Richardson) attraversano la regione dominata dalle truppe abissine, gli arbegnuoc di Ras Degedà. Costui si proclama alleato degli inglesi, però non solo rifiuta cibo e assistenza a Richardson, ma pretende la consegna delle armi degli italiani, e perfino gli italiani stessi. Richardson rifiuta decisamente e prosegue la marcia. Uno degli ufficiali inglesi si ammala quindi di polmonite e i soldati inglesi e italiani sostano perciò in un villaggio abbandonato dove scoppiano nuovi battibecchi fra il rigido e compassato Richardson e l'indisciplinato Blasi, che si disistimano a vicenda e si rinfacciano tutti i luoghi comuni di inglesi e italiani.
All'improvviso però scoprono di essere stati accerchiati dall'astuto Ras Degedà. La situazione è affrontata con solidarietà dalle squadre inglese e italiana, ormai unite moralmente, le quali si aiutano a vicenda cercando il modo di sfuggire agli abissini. Nonostante Blasi e Richardson continuino a punzecchiarsi l'un l'altro, in quel momento di pericolo si rendono conto di avere in realtà molte cose in comune, fra cui la speranza che finisca al più presto quella guerra che in fondo, entrambi considerano assurda. Concordano allora un piano per scampare alla cattura, ma finiscono tutti prigionieri di Ras Degedà, insieme ai loro soldati.
Il Ras abissino spoglia inglesi e italiani di tutte le armi e munizioni e delle scarpe, e li scaccia dalle sue terre. Agli avviliti soldati inglesi e italiani non resta quindi che cercare fra le montagne una strada qualsiasi, che dia loro una direzione da prendere. Alla prima strada asfaltata il sollievo è generale, ma mentre si discute di dove possa condurre, Blasi scopre di trovarsi a breve distanza da Addis Abeba italiana. Immediatamente si scatena l'entusiasmo degli italiani mentre gli inglesi di colpo ritrovano la loro fredda ostilità.  Blasi e Richardson si dividono gelidamente e ciascuno prende la sua strada, come se i due schieramenti non si fossero mai incontrati.
Poco dopo però, l'incredulo Richardson, convinto di essere in territorio nemico, incrocia una colonna inglese: apprende quindi che Addis Abeba era da qualche giorno caduta in mano britannica. Gli italiani di Blasi verranno così catturati. Mentre vengono condotti al treno per essere trasferiti in un campo di prigionia, riceveranno l'onore delle armi dai compagni di sventura inglesi.

## Colonna sonora
La colonna sonora fu composta da Nino Rota. Nel corso del film viene eseguita anche la nota canzone Faccetta nera.

## Produzione
Il film è stato diretto ufficialmente da Guy Hamilton, con la co-regia di Alessandro Blasetti, che dirige la scena dell'incendio sul lago.
Il film è stato girato in Israele.

## Accoglienza
Il film è stato accolto molto bene dalla critica e dal pubblico. Uscito nelle sale il 26 ottobre 1961, ha incassato un totale di 1.088.040.000 lire.

## Riconoscimenti
- 1963 - Golden Globe
  - Candidatura come Miglior film commedia a Guy Hamilton
  - Candidatura come Miglior film promotore di Amicizia Internazionale a Guy Hamilton
  - Candidatura come Samuel Goldwyn International Award a Guy Hamilton
  - Candidatura come Miglior attore in un film commedia o musicale ad Alberto Sordi
- 1962 - Premi BAFTA
  - Candidatura come Miglior attore straniero ad Alberto Sordi
  - Candidatura come Premio UN a Guy Hamilton